# Pretil de los Consejos

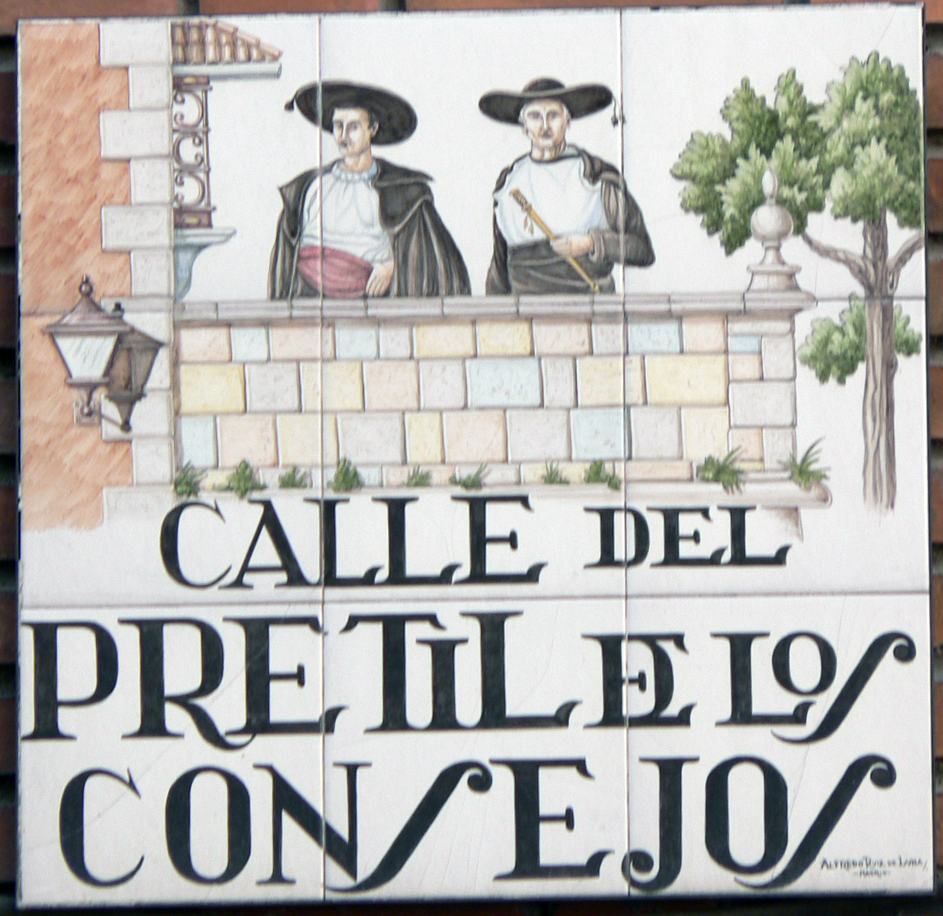
Placa del Pretil de los Consejos, rotulada de manera innecesaria y por error como ‘calle’ por Ruiz de Luna, en su colección del callejero de azulejos.

Pretil de los Consejos es una empinada vía del Madrid de los Austrias, entre la calle del Sacramento y la calle de la Villa, junto a la calle Mayor en el denominado paso del Arco de Santa María. Antiguamente su trazado estaba dividido en Costanilla del Sacramento y Cuesta de los Consejos.

## Historia
Pedro de Répide anota que en 1616 hubo un intento de ensanchar esta vía para facilitar el paso de la procesión del Corpus a la altura del palacio del duque de Uceda, hijo del duque de Lerma, validos los dos del rey Felipe IV. También aclara este cronista de la Villa de Madrid a qué pretil —y más en concreto a qué balcón— hace referencia el rótulo de esta calle; no se trata del "hermoso balcón" de la fachada sur de la Casa de Cisneros, sobre la puerta de la que fue imprenta municipal, sino del pretil, "primoroso y elegante" del mencionado palacio del duque de Uceda, construido por Alonso Turrillo, entre 1613 y 1625, como parte del proyecto atribuido a Juan Gómez de Mora por encargo del de Uceda, Cristóbal Gómez de Sandoval.
En cuando a la denominación "de los Consejos", nace de la decisión de Felipe V de trasladar en 1717 al que fue palacio de los Uceda todos los Consejos, a excepción del Consejo de Estado que permaneció en el Real Alcázar. Cuando la Constitución de Cádiz suprimió todos los Consejos de la Monarquía, a excepción del Consejo de Estado, este fue trasladado por fin al palacio del Pretil de los Consejos, hacia 1858 .   

### Madridgaldosiano

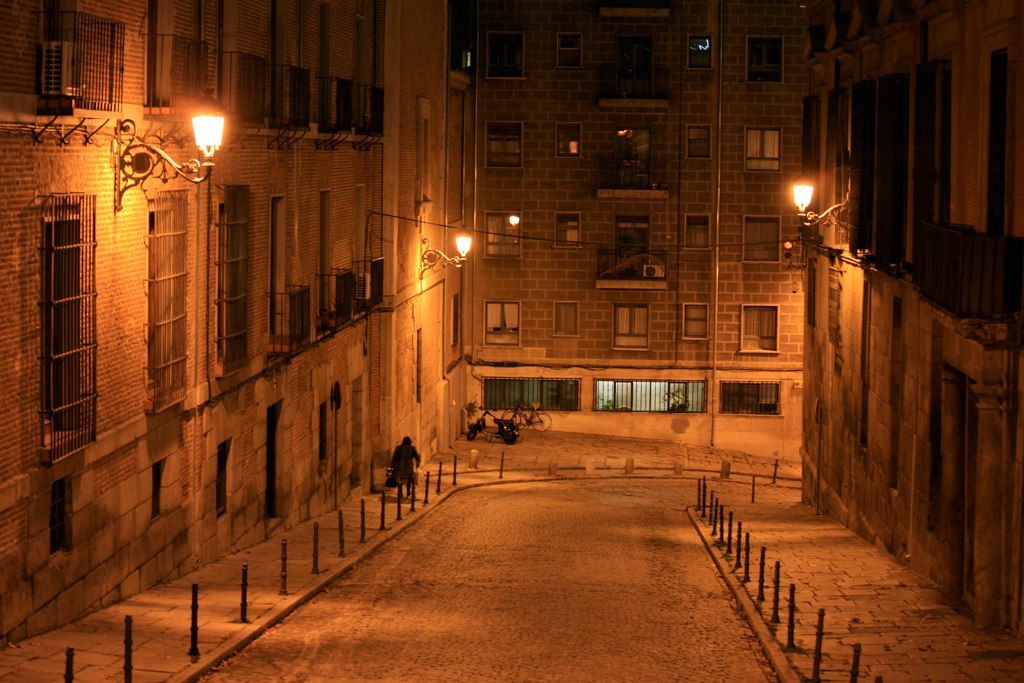
Vista nocturna de la calle.

Simón Díaz rescata dos menciones de Galdós al Pretil de los Consejos. La primera puede leerse en La Fontana de Oro, reproduciendo los pensamientos de Clara, la protagonista femenina de la novela: 

"Bajó la Cuesta de los Consejos. ¿Qué triste y pavoroso lugar! El piso parece que huye bajo los pies del transeúnte, tal es la pendiente. A Clara que estaba completamente desfallecida, le parecía caerse a cada paso y que el suelo se iba inclinando más cada vez, negándose a soportarla. Llegó a creer que nunca terminaba aquel descender precipitado, hasta que por fin sus pies pisaron en llano. Estaba en la calle de Segovia y se le figuraba haber caído en un abismo.

Pocos años después el escritor canario, en el volumen de los Episodios Nacionales dedicado a La primera República, describe esta otra sombría escena:

"Al llegar a la iglesia del Sacramento vi que de la calle Mayor descendían sigilosos, como negros fantasmas, algunos embozados, y se precipitaban en la oscuridad del Pretil de los Consejos. 'Estos son masones -me dije-, que van a la tenida de esta noche'. En efecto, algunos pasos más arriba me encontré a Nicolás Díez Pérez, calificado como una de las más altas dignidades entre los Hijos de la Viuda".

### Singulares vecinos

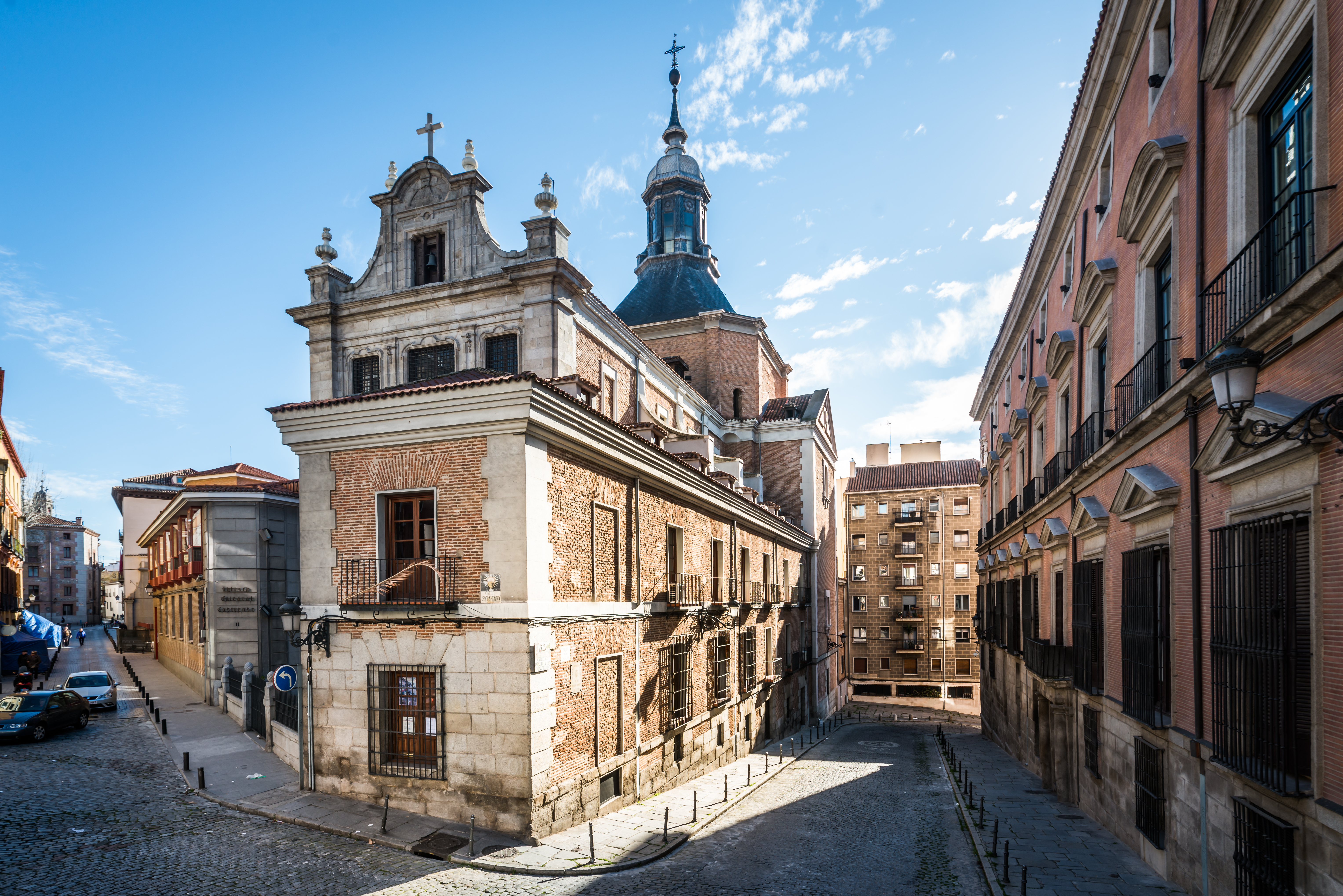
Vista de la esquina del Pretil de los Consejos con la calle del Sacramento, ocupada por la iglesia del Sacramento.

En el número cinco de esta calle tuvo su sede el Gran Oriente de la Masonería Española. Y en el antiguo número 3 nació, en la primavera de 1809, Larra, en la confluencia del Pretil de los Consejos con la calle de Segovia (en casa de su abuelo, en una de las viviendas para empleados de la Casa de la Moneda, de la que era administrador 'don Crispín Larra').